# Utricularia biovularioides
Utricularia biovularioides — вид рослин із родини пухирникових (Lentibulariaceae).

## Середовище проживання
Цей вид був зареєстрований лише три рази в широко відокремлених частинах Бразилії.
Цей невеликий вид зустрічається у вигляді завислих рослин на мілководних водоймах у басейнах, озерах і болотах.

## Використання
Вид культивується невеликою кількістю ентузіастів роду. Торгівля незначна.